# Zmýdelnění
Zmýdelnění, dále se také používá název saponifikace (zmýdelňování esterů) je alkalicky katalyzovaná hydrolýza esterů za vzniku příslušného alkoholu a alkalické soli mastné kyseliny (vyšší karboxylové kyseliny). Reakce alkoholu a karboxylové kyseliny na ester a zase zpět je rovnovážná reakce, které při změně podmínek můžeme ovlivnit posunutí rovnováhy v prospěch produktů nebo reaktantů.
R-COOH + R'OH ↔ R-COO-R '+ H2O
Pokud je reakce posouvána na stranu produktů, jde o esterifikaci, pokud na stranu reaktantů, jde o hydrolýzu esterů. Jde o dvě navzájem opačné reakce. Pokud se hydrolýza katalyzuje zásadou, jde o zmýdelňování. Zmýdelnění můžeme rozdělit na dvě reakce a to na samotnou hydrolýzu esteru na mastnou kyselinu a alkohol a reakci mastné kyseliny se zásadou, za vzniku soli:
R-COO-R '+ H2O → R-COOH + R'OH
R-COOH + MOH → R-COOM + H2O
Celkově:
R-COO-R '+ MOH → R-COOM + R'OH
, kde M je alkalický kov (Na, K).
Děj dostal název podle postupu při výrobě mýdla, při kterém je esterem tuk (triacylglycerol) a jako hydrolytické činidlo se používají roztoky hydroxidů (zásad NaOH nebo KOH). Vzniká sodná nebo draselná sůl kyseliny (sodné mýdlo a draselné mýdlo) a alkohol (glycerol):
glyceroester palmitové kyseliny + hydroxid sodný → palmitan sodný + glycerol + voda